# Sophie Germain
  Sophie Germain  (francès: Marie-Sophie Germain)  (París, 1 d'abril de 1776 - París, 27 de juny de 1831) fou una matemàtica i física francesa. És coneguda pel teorema d'aritmètica que porta el seu nom i pels seus treballs sobre l'elasticitat dels cossos.

## Biografia
Segona filla d'Ambroise-François Germain, un comerciant de sedes que va arribar a director del Banc de France, Sophie Germain descobrí la seva passió per les matemàtiques a l'edat de tretze anys, després d'haver llegit a la biblioteca un capítol sobre la vida d'Arquimedes d'un llibre de Jean-Étienne Montucla. Sembla que la varen impressionar molt les circumstàncies de la seva mort. Aprèn sola la teoria dels nombres i del càlcul, estudiant els treballs de Leonhard Euler i d'Isaac Newton. El seu pare intenta primer de tot dissuadir-la de dedicar-se a una professió «masculina», tot confiscant les espelmes que utilitza per a estudiar de nit. Davant la seva determinació, accepta finalment sostenir-la moralment i econòmicament.
Es procura els cursos de l'École polytechnique, reservada als homes, prenent la identitat d'un amic i antic alumne, Antoine Auguste Le Blanc. El responsable del seu curs era Joseph-Louis Lagrange qui, estranyat per la grandísima evolució del seu alumne Le Blanc, va demanar una entrevista amb ell on va acabar descobrint la impostura. Aquest fet fa que Lagrange es faci amic i mentor de Sophie.
Treballa diversos anys sobre el teorema de Fermat i demostra el teorema de Sophie Germain, fet que la condueix a posar-se en contacte, el 1804, sempre sota el seu nom fals d'Antoine Auguste Le Blanc, amb Carl Friedrich Gauss, en resposta a la lectura de la seva exposició Disquisitiones arithmeticae (1801). Els seus intercanvis es refereixen al gran teorema de Fermat i la llei de reciprocitat quadràtica. El 1806, Napoleó envaeix Prússia i Brunswick, la ciutat natal de Gauss. Sophie Germain, tement llavors per la vida del seu amic, demana al general Pernety, que coneix personalment, de vigilar la seguretat de Gauss. El general explica llavors a Gauss que Germain li ha demanat de protegir-lo. De fet, està obligada a reconèixer la seva verdadera identitat, provocant aquesta resposta de Gauss:
| «              | Com descriure la meva admiració i sorpresa en veure el meu estimat corresponent senyor Le Blanc transformar-se en aquest famós personatge que em dona un brillant exemple d'allò que em costaria creure. El gust per les ciències abstractes en general i més particularment pels misteris dels nombres és molt escàs. Els encants d'aquesta sublim ciència només es revelen als que tenen el valor d'explorar-lo en profunditat. Però quan una dona que, a conseqüència dels nostres costums i prejudicis, ha de superar més dificultats que els homes per familiaritzar-se amb aquestes espinoses qüestions, aconsegueix, no obstant això, superar aquests obstacles i copsar la seva part més fosca, llavors ha de posseir sense cap dubte un noble valor, talents extraordinaris i un esperit superior. De fet, res més afalagador i menys equívoc que la predilecció amb la qual heu honorat aquesta ciència, que ha enriquit la meva vida de tanta alegria, no em podria demostrar millor que els seus atractius no són quimèrics. | » |
| — Gauss, Carta | |   |

Gauss és nomenat professor d'astronomia a la Universitat de Göttingen el 1808, i s'interessa per les matemàtiques aplicades; interromp la correspondència amb Sophie Germain.
Es presenta el 1811 al concurs de l'Acadèmia de les Ciències. Es tracta d'un concurs proposat en resposta a les experiències del físic alemany Ernst Chladni i que consisteix a donar la teoria matemàtica de les superfícies elàstiques i de comparar-la amb l'experiència. Els coneixements matemàtics necessaris per a abordar convenientment el problema no seran desenvolupats abans de la segona meitat del segle xix. Després d'haver fracassat dues vegades, triomfa finalment el 1816. Els seus treballs sobre l'elasticitat dels cossos la condueixen a oposar-se a Siméon Denis Poisson, que defensa una interpretació molecular de les vibracions d'una membrana. Expressa la seva recança de no disposar d'una còpia de la memòria de Poisson. El matemàtic Joseph Fourier es fa llavors el seu amic. Gràcia en suport d'aquest últim, esdevé la primera dona autoritzada a assistir a les sessions de l'Institut, exceptuant-ne les dones dels membres.

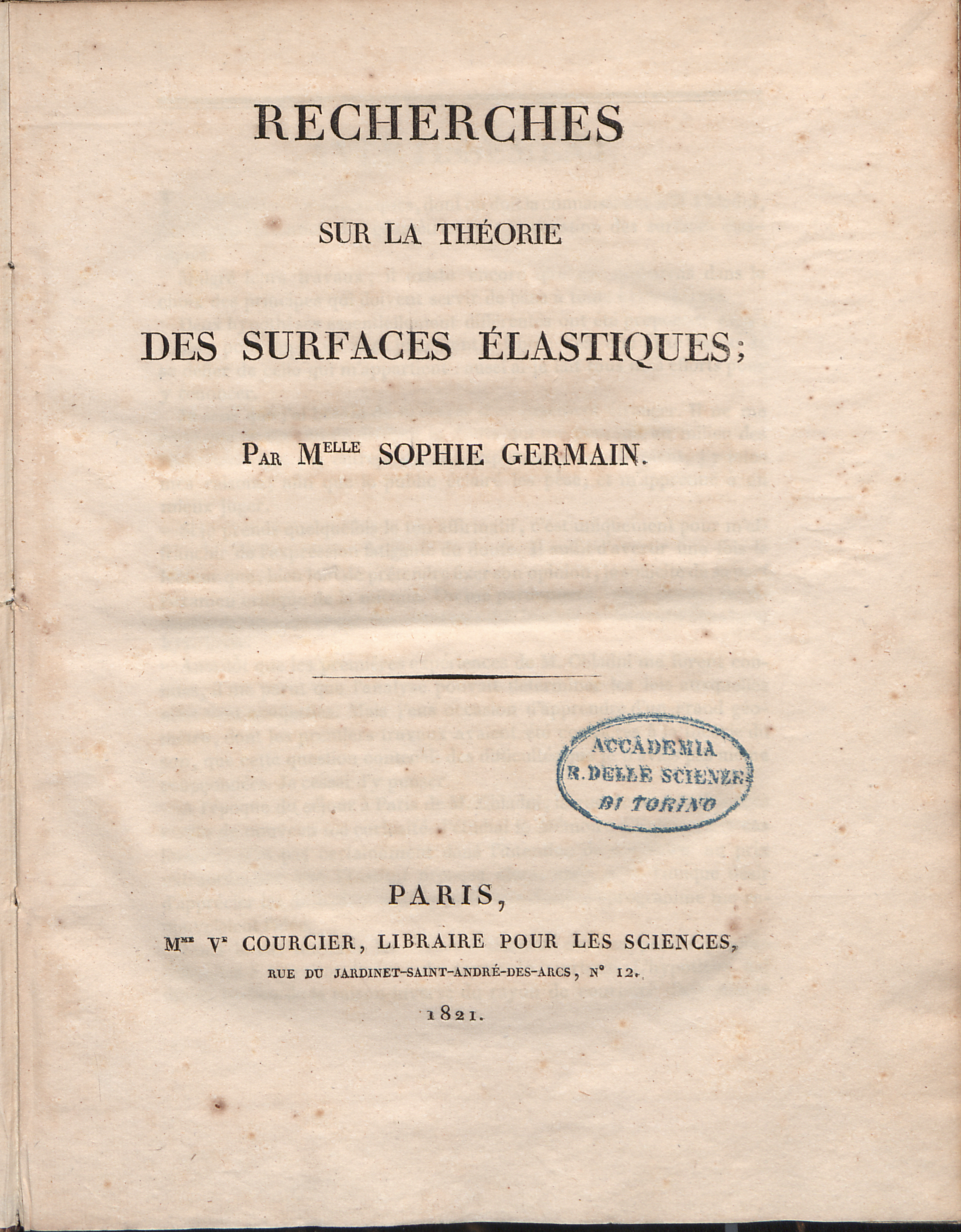
Récherches sur la théorie des surfaces élastiques, 1821

## Obra
Una de les seves contribucions majors a la teoria dels nombres és la demostració de la propietat matemàtica següent: si x, y, i z són enters relatius, i {\displaystyle x^{5}+y^{5}=z^{5}}, llavors x, y o z és divisible per 5. Aquesta prova, que va descriure per primera vegada en una carta a Gauss, és relativament important, ja que permet reduir el nombre de solucions del teorema de Fermat.
Les seves contribucions principals a les matemàtiques es refereixen a la teoria dels nombres i a les deformacions elàstiques. És en l'origen dels nombres primers de Sophie Germain. S'anomena així un nombre primer {\displaystyle n} tal que {\displaystyle 2n+1} també és primer. Els nombres primers de Sophie Germain inferiors a 200 són: {\displaystyle 2,3,5,11,23,29,41,53,83,89,113,131,173,179,191}.
Gràcies al suggeriment de Gauss, la Universitat de Göttingen li atorga el 1830 un títol honorífic, però morí d'un càncer de mama abans de poder rebre'l, el 27 de juny de 1831.
En la seva biografia, Amy Dahan-Dalmédico justifica les mancances de certs treballs de Sophie Germain per la seva marginació de la vida científica. Al començament del segle xix, les dones eren jutjades incompetents per comprendre treballs científics; no podien tradicionalment tenir accés al coneixement dels progressos científics més que en el transcurs de discussions mundanes o en la lectura dels llibres de vulgarització que els eren específicament destinats. Sophie Germain es distingeix abans de tot pel seu rebuig a sotmetre's als costums de la seva època.